# Liste des évêques de Molfetta
Cette liste recense les évêques qui se sont succédé sur le siège du diocèse de Molfetta. En 1818, les diocèses de Giovinazzo et Terlizzi sont annexés au diocèse de Molfetta. En 1836, les deux sièges sont rétablis et unis aeque principaliter à Molfetta. Le 4 septembre 1982, Antonio Bello est nommé évêque des sièges de Molfetta, Giovinazzo et Terlizzi et de Ruvo, les réunissant in persona episcopi. Le 30 septembre 1986, avec le décret Instantibus votis de la congrégation pour les évêques, les quatre diocèses de Molfetta, Ruvo, Giovinazzo et Terlizzi sont pleinement unis et la nouvelle circonscription ecclésiastique prend le nom actuel du diocèse de Molfetta-Ruvo-Giovinazzo-Terlizzi.

## Évêques de Molfetta
- Anonyme ? (mentionné en 1071)
- Giovanni Ier (mentionné en 1136)
- Anonyme (1155-1162)
- Giovanni II (mentionné en 1179)
- Anonyme (mentionné en 1184/1188)
- Anonyme (mentionné comme évêque élu en 1200)
- Accarino (1205-1218)
- Risando (1222-1271)
- Pietro (1271-1276)
- Anonyme (mentionné en 1279)
- Angelo da Saraceno (1280-1287)
  - Ruggero di Stefanuzia (1289-1290), administrateur apostolique
  - Giacomo Ier (1293- ?), évêque élu
- Paolo, O.F.M (1295-1303)
- Giacomo II (1321-1336)
- Leone (1344-1362)
- Nicolò Albus (1375-1384), déposé
- Simone Lopa (1386-1401), nommé évêque de Pouzzoles
- Giovanni Brancia (1401-1412)
- Paolo di Giovinazzo (1412- ?)
- Pietro Picci o Pizzo (1421-1427)
- Gentile Del Monte (1427-1432)
- Andrea Della Rocca (1433-1472)
- Leonardo Palmieri (1472-1472)
- Giovanni Battista Cybo (1472-1484), élu pape avec le nom d'Innocent VIII
- Angelo de Lacertis (1484-1508)
- Alessio Celadoni di Celadonia (1508-1517)
- Ferdinando Ponzetti (1517-1518)
- Giacomo Ponzetti (1518-1553)
- Nicola Maiorani(1553-1566)
- Maiorano Maiorani (1566-1597)
- Offredo Degli Offredi (1598-1606)
- Giovanni Antonio Bovio, O.C.D (1607-1622)
- Giacinto Petronio, O.P (1622-1647)
- Giovanni Tommaso Pinelli, C.R (1648-1666), nommé évêque d'Albenga
- Francesco de' Marini (1666-1670)
- Carlo Loffredo, C.R (1670-1691), nommé archevêque de Bari
- Pietro Vecchia, O.S.B (1691-1695)
  - Domenico Belisario de Bellis (1696-1701), administrateur apostolique
- Giovanni degli Effetti (1701-1712)
- Fabrizio Antonio Salerno (1714-1754)
- Celestino Orlandi, O.S.B.Cel (1754-1775)
- Gennaro Antonucci (1775-1804)
  - Siège vacant (1804-1818)
- Domenico Antonio Cimaglia (1818-1819)
- Filippo Giudice Caracciolo, C.O (1820-1833), nommé archevêque de Naples
  - Siège vacant (1833-1837)

## Évêques de Molfetta, Giovinazzo et Terlizzi
- Giovanni Costantini (1837-1852)
- Nicola Guida (1852-1862)
  - Siège vacant (1862-1867)
- Gaetano Rossini (1867-1890)
- Pasquale Corrado (1890-1894)
- Pasquale Picone (1895-1917)
- Giovanni Jacono (1918-1921), nommé évêque du diocèse de Caltanissetta
- Pasquale Gioia, C.R.S (1921-1935)
- Achille Salvucci (1935-1978)
- Aldo Garzia (1978-1982)
- Antonio Bello (1982-1986), nommé évêque de Molfetta-Ruvo-Giovinazzo-Terlizzi

## Évêques de Molfetta-Ruvo-Giovinazzo-Terlizzi
- Antonio Bello (1986-1993)
- Donato Negro (1993-2000), nommé archevêque d'Otrante
- Luigi Martella (2000-2015)
- Domenico Cornacchia (2016-  )

## Sources
- http://www.catholic-hierarchy.org